# Dongola
Dongola (arabul: دنقلا , korábban: el-Urdi) település Szudán északi részén, a Nílus nyugati partján. Az Északi (Aš Šamāliya) állam székhelye. Wadi Halfától közúton kb. 410 km-re délre, Kartúmtól kb. 540 km-re ÉNy-ra fekszik. Lakossága 13 500 fő volt 2012-ben.
Az egykori, ősi Dongola 100-120 km-re délre feküdt innen, így sokszor Új-Dongolának is hívják, hogy megkülönböztessék attól.
Éghajlata forró sivatagi. Az évi átlagos csapadékmennyiség 18 mm, mely nyáron hull le.

## Fordítás
- Ez a szócikk részben vagy egészben  a   Dongola című angol Wikipédia-szócikk fordításán alapul.  Az eredeti cikk szerkesztőit annak laptörténete sorolja fel. Ez a jelzés csupán a megfogalmazás eredetét és a szerzői jogokat jelzi, nem szolgál a cikkben szereplő információk forrásmegjelöléseként.